# Mathenesserplein
Het Mathenesserplein is een plein in de Rotterdamse wijk het Nieuwe Westen. Het Mathenesserplein verbindt de Mathenesserlaan, de Vierambachtsstraat en de Van Cittersstraat via de Mathenesserbrug met de Mathenesserweg en de wijken Spangen en Tussendijken.

## Historie
Al in het uitbreidingsplan voor Rotterdam-West uit 1913 van de stadsarchitect A.C. Burgdorffer is op deze locatie een Y-vormige splitsing opgenomen. 
Het plein is in de jaren 1920 monumentaal vormgegeven door stadsarchitect Jo van den Broek met een hoog woongebouw in de as van het plein en twee kleinere woontorens voorzien van lage ronde paviljoens als entree van de stad. Daarnaast zijn eenvoudiger woonblokken toegepast. 
Van 1999 tot 2006 zijn de kenmerkende woonblokken en torens deel gerenoveerd en deels herbouwd.

## Fotogalerij

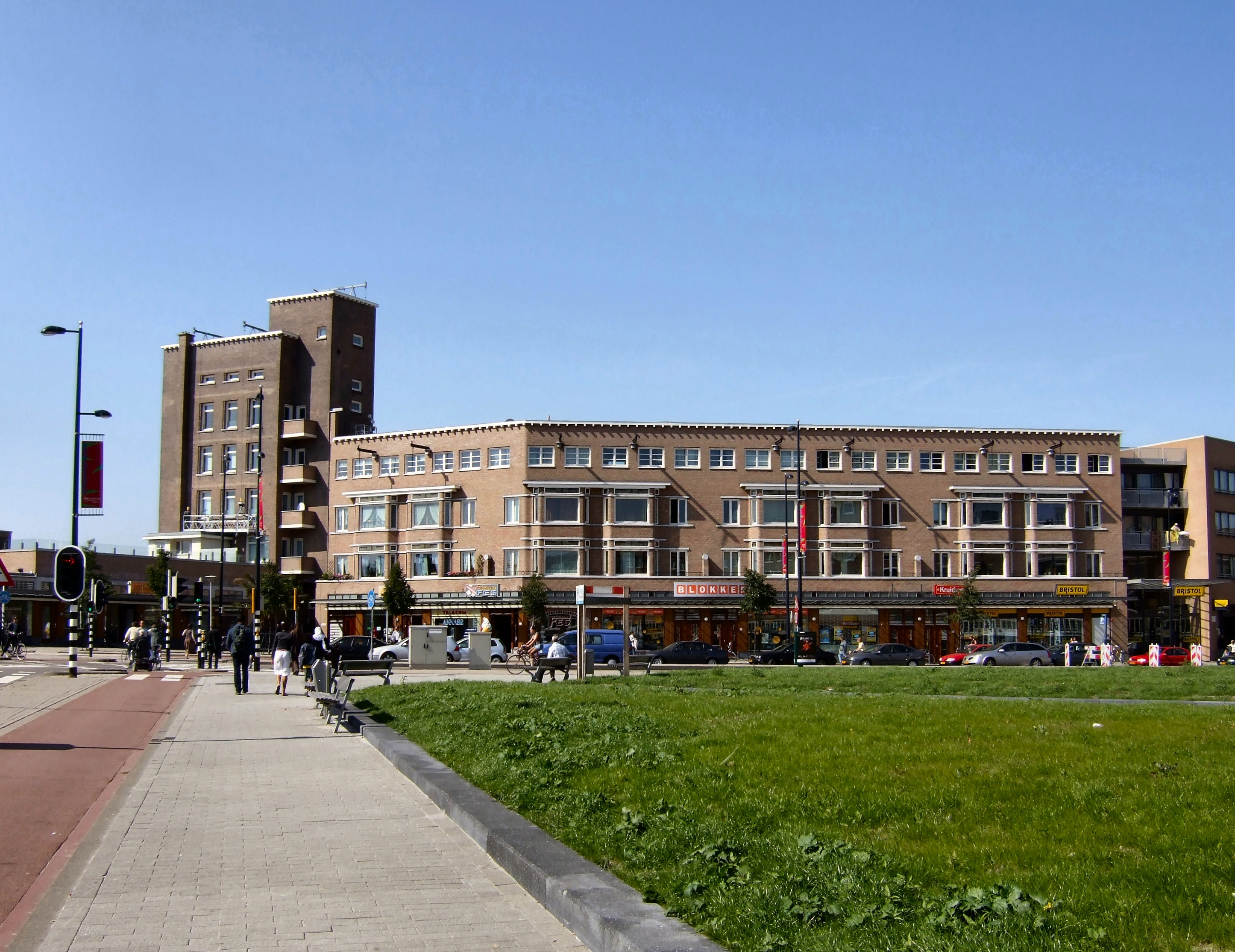
De noordzijde van het Mathenesserplein
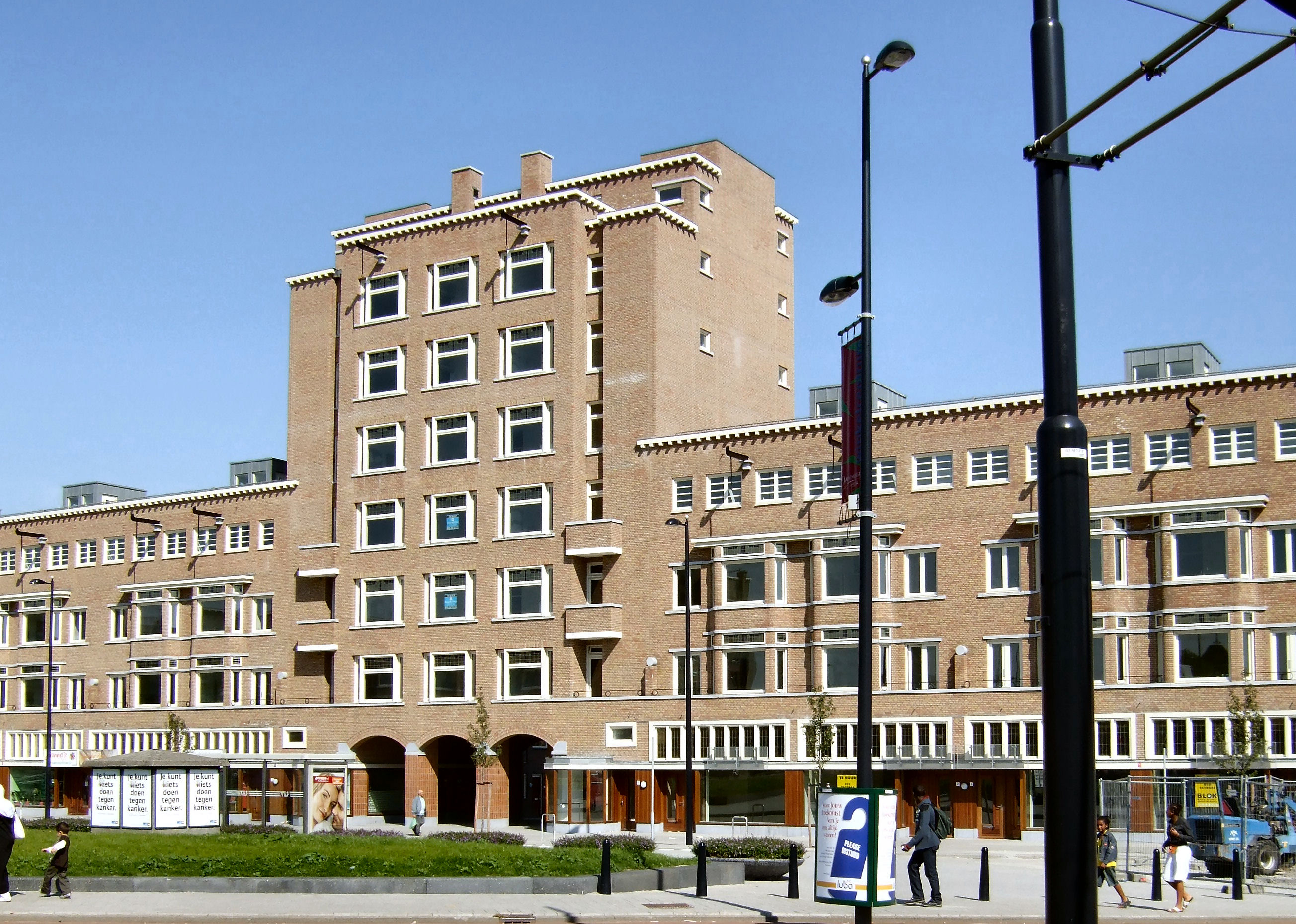
De oostzijde van het Mathenesserplein
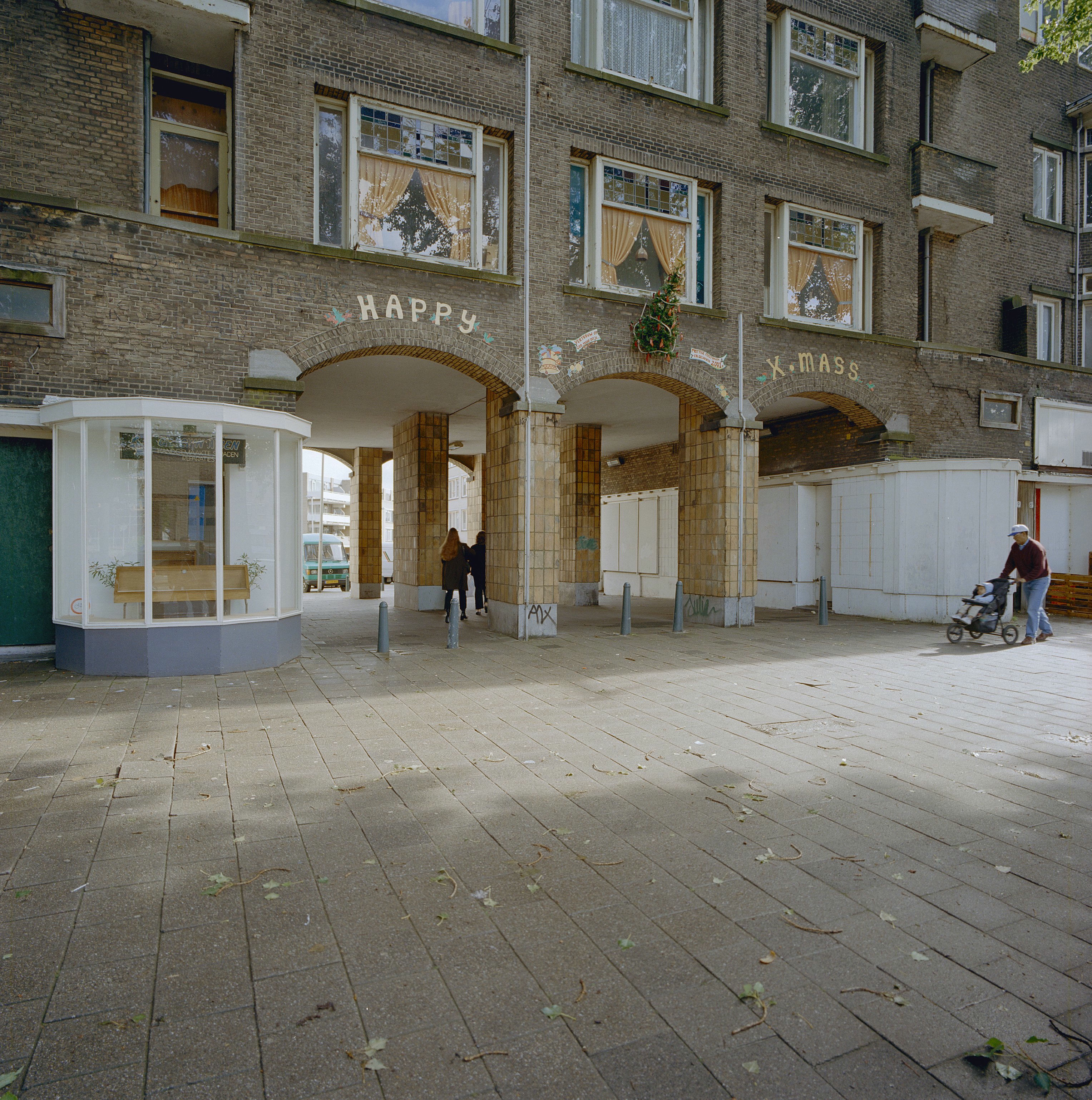
Mathenesserplein met poort naar het Rauwenhofplein
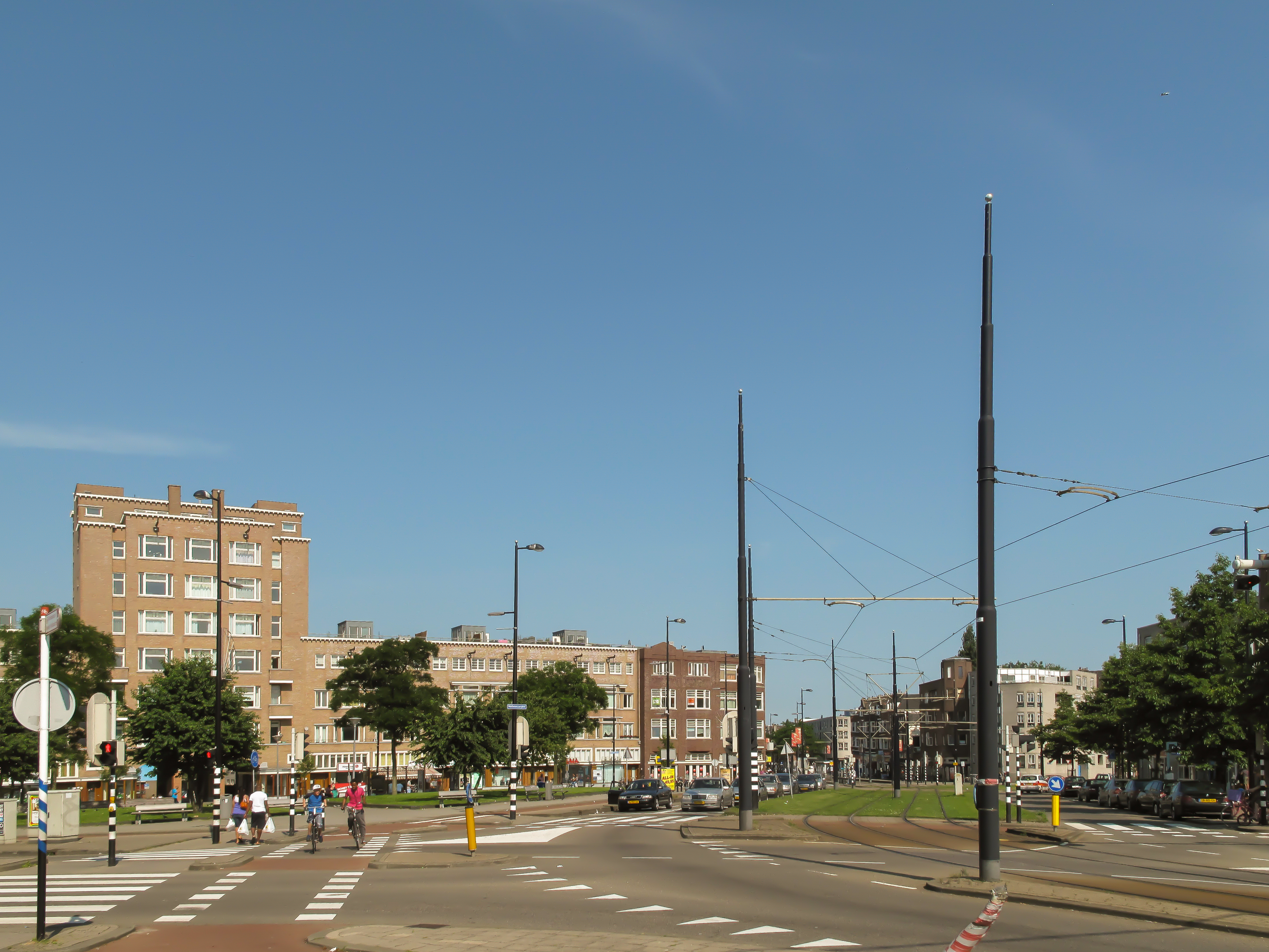
De zuidzijde van het Mathenesserplein
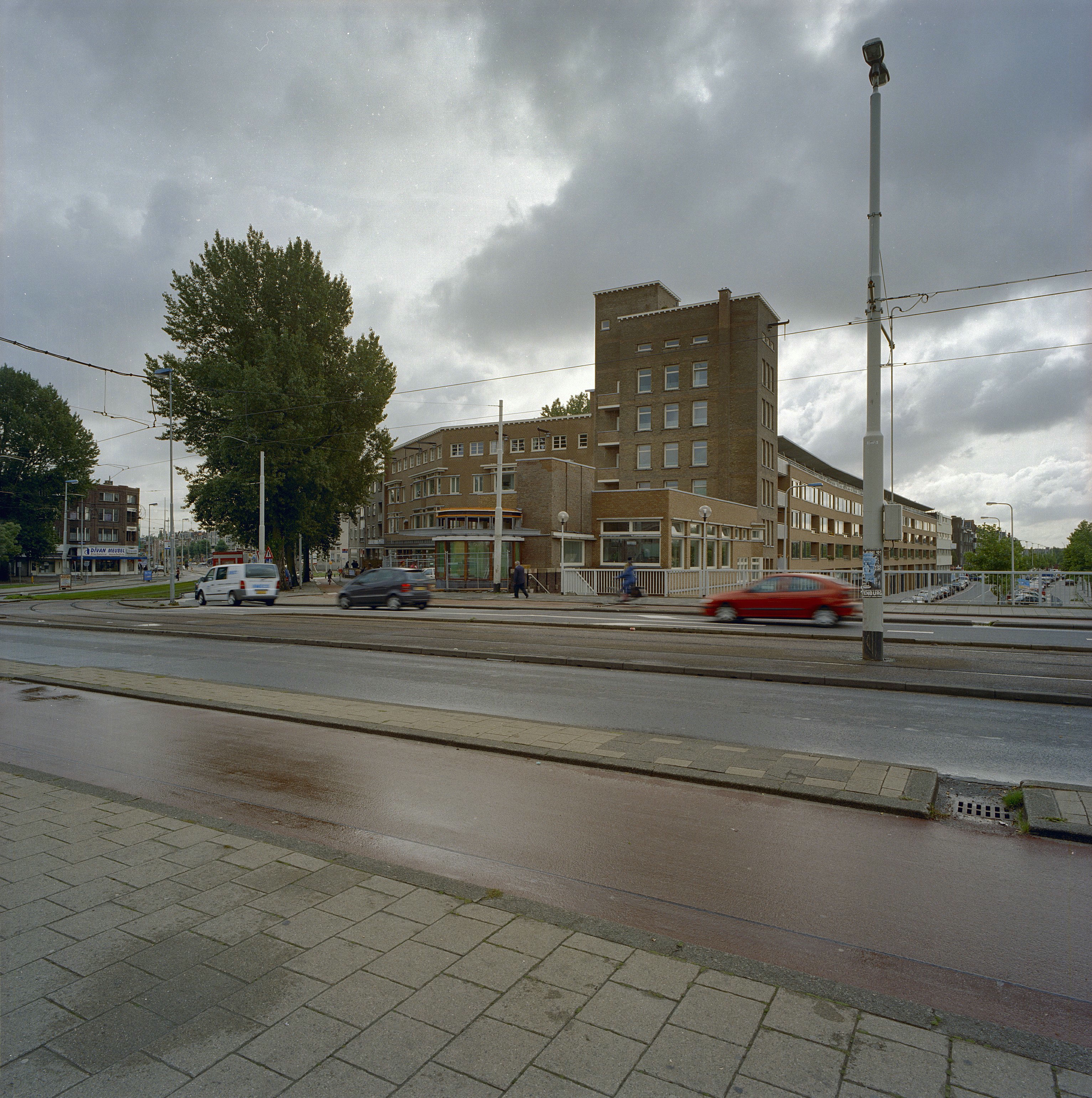
Mathenesserplein vanaf Mathenesserbrug
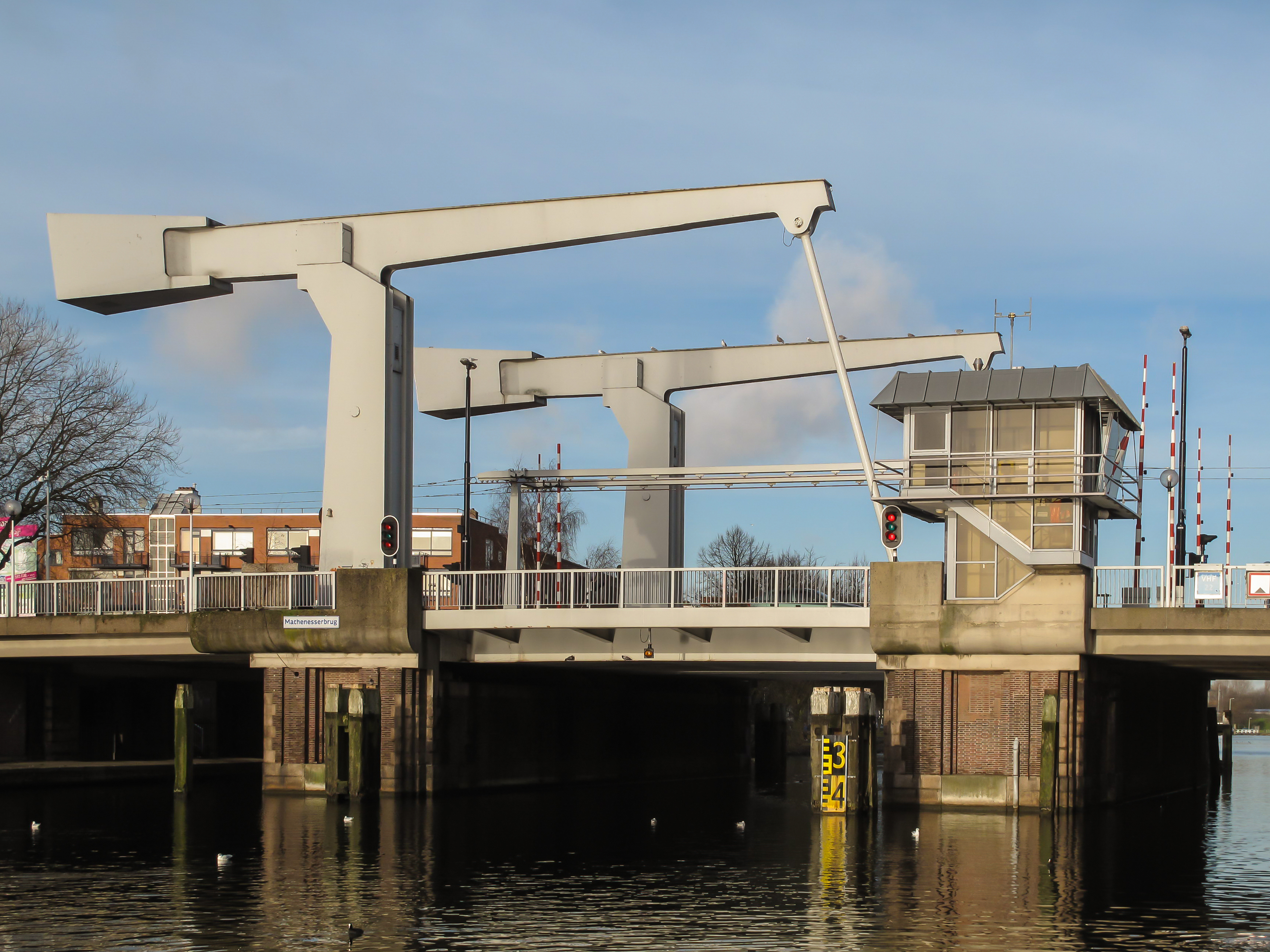
De Mathenesserbrug

Aelbrechtskade ·
Beukelsdijk ·
G.J. de Jonghweg ·
's-Gravendijkwal ·
Havenstraat ·
Henegouwerlaan ·
Keilestraat ·
Keileweg ·
Marconiplein ·
Mathenesserlaan ·
Mathenesserplein ·
Müllerpier ·
Nieuwe Binnenweg ·
Piet Heynsplein ·
Piet Heynstraat ·
Puntegaalstraat ·
Rochussenstraat ·
Schiedamseweg ·
Vierhavensstraat ·
Westzeedijk